# Memecylon magnifoliatum
Memecylon magnifoliatum är en tvåhjärtbladig växtart som beskrevs av Abílio Fernandes och Rosette Mercedes Saraiva Batarda Fernandes. Memecylon magnifoliatum ingår i släktet Memecylon och familjen Melastomataceae. Inga underarter finns listade i Catalogue of Life.